# Balamadihalli, Turuvekere
Balamadihalli là một làng thuộc tehsil Turuvekere, huyện Tumkur, bang Karnataka, Ấn Độ.